# Pottia
Pottia là một chi rêu trong họ Pottiaceae.